# Dieu seul me voit
Dieu seul me voit (Versailles-Chantiers) je francouzský hraný film z roku 1998, který režíroval Bruno Podalydès. Snímek měl premiéru ve Francii dne 3. června 1998.

## Děj
Jak Albert začíná plešatět, pochybuje o své schopnosti svádět ženy. Pochybuje také o svých vlastních pocitech, postoji, který má zaujmout, slovech, která má říkat. Zkrátka Albert pochybuje o všem a neustále váhá. Jeho nerozhodnost ho vede po hrbolaté cestě plné oklik a absurdních situací a nechává ho napospas osudu.

## Obsazení
| Denis Podalydès    | Albert Jeanjean           |
| Jean-Noël Brouté   | Otto Gaza                 |
| Jeanne Balibarová  | Anna Festival             |
| Michel Vuillermoz  | François Godet            |
| Isabelle Candelier | Sophie                    |
| Cécile Bouillot    | Corinne                   |
| Philippe Uchan     | Patrick                   |
| Mouss              | Cruquet                   |
| Daniel Ceccaldi    | předseda volebního úřadu  |
| Maurice Baquet     | pan Crémieux              |
| David Gabison      | starosta obce Montgiscard |
| Bruno Podalydès    | režisét / novinář         |
| Pierre Diot        | Denis Boulet              |
| Michel Butel       | Michel Butel              |
| Mathieu Amalric    | Eudes                     |

## Ocenění
- César: nominace v kategorii nejlepší filmový debut (Bruno Podalydès)
- Unie filmových kritiků: nominace na Grand Prix